# ترل کاستل
ترل کاستل (انگلیسی: Terrel Castle؛ زادهٔ ۱۲ سپتامبر ۱۹۷۲) بازیکن بسکتبال اهل ایالات متحده آمریکا است.